# Аєша Такія
Аєша Такія, у шлюбі Такія Азмі (нар. 10 квітня 1986 року) — індійська акторка та модель, відома роботою у фільмах на гінді. Дебютувала у фільмі «Таарзан: Чудовий автомобіль», за який отримала нагороду Filmfare за найкращий дебют у 2004 році. Її відомі роботи включають «Соча на Тха» (2005), «Супер» (2005), «Дор» (2006), за який вона отримала премію за найкращу жіночу роль (критики), «Салам-Е-Ішк» (2007), «Розшукується» (2009) і «Паатшаала» ( 2010). 

## Життєпис
Аєша Такія народилася в Мумбаї, штат Махараштра, Індія. Вона є випускницею середньої школи для дівчат Святого Антонія, Чембур.
1 березня 2009 року одружилася з ресторатором Фархана Азмі, сина лідера партії Самаджваді Абу Азмі. Народила сина. 
Такія дуже активна в соціальних мережах, особливо в Twitter, і підтримує захист дикої природи. 

## Кар'єра
Такія почала кар'єру моделі у 13 років, з'явившись у шоу «I am a Complan Boy! I'm a Complan Girl!" разом із Шахідом Капуром , а також у музичному відео Фалгуні Патака "Meri Chunar Udd Udd Jaye". Пізніше вона з'явилася в музичному відео Shake It Daddy Remix на пісню Nahin Nahin Abhi Nahin разом з актором Кітом Секейра, режисерами обох пісень були Вінай Сапру і Радхіка Рао. Це привернуло до неї увагу Боллівуду, після чого було кілька пропозицій у фільмі. Вона підписала контракт на зйомку в «Соча на Тха», потім у «Таарзан: Чудовий автомобіль». Однак через затримки в зйомці «Соча на Тха» «Таарзан» вийшов першим, ставши її дебютним фільмом.  Вона отримала нагороду Filmfare за найкращий дебют у 2004 році за свою роль у фільмі. 
Такія знялася в ряді фільмів, які погано погано ввійшли в прокат. Однак її високо оцінили за роботу в «Дор» 2006 року, меншому бюджетному фільмі, в якому вона грає молоду вдову з Раджастану, яка живе в традиційній спільній родині. Вона отримала кілька нагород за роботу в картині, включаючи премію критиків Zee Cine за найкращу жіночу роль.
Крім Боллівуду, Такія знялася у фільмі на телугу «Супер» 2005 року з зіркою Толлівуда Нагарджуною, за який була номінована на премію Filmfare за найкращу жіночу роль — телугу. Її останнім хітом став фільм Прабху Деви «Розшукується» з Салманом Ханом у головній ролі, який став одним з найбільших блокбастерів 2009 року. Фільм став третім найкасовішим фільмом року, і її робота отримала позитивні відгуки.
У 2011 році вона знялася в Mod, яка зустріла хороший відгук. У 2012 році вела єдиний сезон музично-реаліті-шоу «Сур Кшетра».

## Фільмографія
[джерело?]
| Рік      | Фільми                      | Роль             | Примітки |
| -------- | --------------------------- | ---------------- | --- |
| 2004 рік | Таарзан: Чудовий автомобіль | Прія Ракеш Капур | Премія Filmfare за найкращий жіночий дебют Премія IIFA за зірковий дебют року – жінка Улюблена героїня Найї зірки Сабсі Номінація — Премія на екрані як найперспективніший новачок — жінка Номінація — Zee Cine Award за найкращий жіночий дебют |
| 2004 рік | Діл Маанге Більше!!!        | Шагун            | |
| 2005 рік | Соча На Тха                 | Адіті Сахані     | |
| 2005 рік | Шааді №1                    | Бхавна           | |
| 2005 рік | Супер                       | Сірі Валлі       | Дебют на телугу Номінація – Filmfare Award за найкращу жіночу роль на телугу |
| 2005 рік | Доставка додому             | Дженні           | |
| 2006 рік | Шааді Се Пеле               | Рані Бхалла      | |
| 2006 рік | Юн Хота То Кя Хота          | Кхушбу           | |
| 2006 рік | Дор                         | Міра             | Премія за найкращу жіночу роль (критики) Премія Zee Cine – найкраща жіноча роль за версією критиків Бенгальська асоціація кіножурналістів – премія за найкращу жіночу роль Нагорода «Зоряний пил» за найкращу жіночу роль другого плану          |
| 2007 рік | Салам-Е-Ішк                 | Гіа Бакші        | |
| 2007 рік | Kya Love Story Hai          | Каджал Мехра     | |
| 2007 рік | Дурень N Фінал              | Тіна             | |
| 2007 рік | готівкою                    | Пріті / Рія      | |
| 2007 рік | Брати по крові              | Кея              | |
| 2007 рік | Курити заборонено           | Анджалі / Енні   | |
| 2008 рік | неділя                      | Сехар Тапар      | |
| 2008 рік | Де Таалі                    | Амріта "Аму"     | |
| 2009 рік | 8 х 10 Тасвір               | Шейла Патель     | |
| 2009 рік | У розшуку                   | Джанві           | |
| 2010 рік | Паатшаала                   | Анджалі Матур    | |
| 2011 рік | Мод                         | Ананья Махадео   | |